# DOZING GREEN
「DOZING GREEN」（ドウジング・グリーン）は、日本のバンドDIR EN GREYのメジャー21枚目のシングル。

## 概要
- およそ4年ぶりに、ライブ音源ではないカップリングが収録される。
- 初回盤は特製紙ジャケットで、これまでの紙ジャケットと比べてやや厚みがあり、凝った作りになっている。封入特典はステッカー。購入した店舗によって異なった特典が貰うことができた。デザインは山本タカト。
- 楽曲自体はもともとメンバーで1から作っていくような感じで始まり、6月にゲストで参加したデフトーンズのツアー以前で完成はしていたものの、帰国後から夏のヨーロッパ・ツアーなども挟みながら、セッションやプリプロを重ねていき、長いスパンをかけて今回の完成形に至った。以前の歌詞は京の詩集『我葬の詩』上巻にて「Slumbering green」として収録されている。
- PV中では、楳図かずおの漫画のワンシーンがところどころに挿入されていたり、天保の大飢饉や絵踏みらしきものを人形で再現している。
- オリコンシングルチャートでは、初登場3位を記録。バンド初の同チャートTOP3入りとなった。
- 30thシングル「The World of Mercy」のカップリングには同曲のアコースティック版が収録されている。

## 収録曲
1. DOZING GREEN
（作詞:京　作曲・編曲:DIR EN GREY)
「TOUR07 DOZING GREEN」にてシングル発売前より新曲として披露されていた楽曲。ライブでは京がアカペラを独唱し、そのままこの曲に引き継がれていく、といった形で演奏されることが多い。一曲の中で、様々な声音が表現されている。
本作リリース後に発売されたアルバム『UROBOROS』には、歌詞が全て英語のアルバムバージョンが収録されている。
アルバム『UROBOROS』完全生産限定盤の「Disc 2. -UNPLUGGED DISC-」には、現在の形に完成する前の「DOZING GREEN (Before Construction Ver.)」が収録されている。これは歌詞と曲構成が完成版と異なっている。また、本作の音源をテッド・ジェンセンによって新たにリマスタリングされた「DOZING GREEN (Japanese Lyrics Re-mastering)」が収録された。
さらに、リマスタリング・リミックスアルバム『UROBOROS [Remastered & Expanded]』には、本作の音源がTue Madsenによってリマスタリングとリミックスを施されたうえで収録されている。
2. HYDRA -666-
（作詞:京　作曲:薫　編曲:DIR EN GREY)
カップリングにリアレンジされた曲が収録されるのは、およそ4年ぶり。原曲は『MACABRE』収録の「Hydra」であるが、メディアなどでは「彼ら自らが壊し、再構築されたHydra」といわれている。一見ほぼ「Hydra」とは別の楽曲に仕上がっているが、曲構成、演奏の部分部分に前の面影を残すことで、まるっきりの新曲になってしまわないようにも心がけている。元の歌詞は一箇所しか残っておらず、それとは別に「SID」という言葉があるのみである。タイトルの「666」は△の中に6を3つ詰めたような表記になっている。本曲も、「DOZING GREEN」と同様に『UROBOROS [Remastered & Expanded]』に収録されている。
3. AGITATED SCREAMS OF MAGGOTS [LIVE]
（作詞:京　作曲・編曲:DIR EN GREY)
2007年4月21日にパシフィコ横浜で演奏されたもの。イントロに京のアカペラを聴くことが出来る。